# 藤前
藤前（ふじまえ）は、愛知県名古屋市港区の地名。現行行政地名は藤前一丁目から藤前五丁目。住居表示未実施。

## 地理
名古屋市港区南西部に位置する。東は南陽町七島新田、西から南は海部郡飛島村、北は藤高に接する。

## 歴史

### 町名の由来
藤前の名は藤高前新田の通称に由来する。

### 沿革
- 1822年（文政5年） - 名古屋大船町在の伊藤喜左衛門により新田開発が行われる[2]。
- 1889年（明治22年）10月1日 - 合併に伴い、海東郡茶屋村大字藤高前新田となる[3]。
- 1895年（明治28年）12月2日 - 大字藤高に編入され、大字藤高前新田は消滅[3]。
- 1953年（昭和28年）4月1日 - 海部郡南陽町大字藤高のうち、かつて藤高前新田の領域であった部分が独立し、同町大字藤前を編成する[3]。
- 1955年（昭和30年）10月1日 - 合併に伴い、名古屋市港区南陽町大字藤前となる[3]。
- 1972年（昭和47年）度 - 流通業務団地の造成が開始される[2]。
- 1977年（昭和52年）12月 - 名古屋市環境事業局（当時）南陽工場が完成する[2]。
- 1982年（昭和57年）度 - 流通業務団地が完成する[2]。
- 1984年（昭和59年）2月11日 - 藤前一丁目・藤前四丁目・藤前五丁目が南陽町大字藤前および南陽町大字藤高新田の各一部により、藤前二丁目・藤前三丁目が南陽町大字藤前の一部によりそれぞれ成立する[3]。
- 1985年（昭和60年）6月 - 南陽工場の廃熱を利用した室内温水プールとして名古屋市南陽プールが開業する[2]。
- 1994年（平成6年）6月25日 - 日光川公園が開園する[4]。

### 町名の変遷
| 実施後               | 実施年月日                | 実施前                                         |
| -------------------- | ------------------------- | ---------------------------------------------- |
| 海部郡南陽町大字藤前 | 1953年（昭和28年）4月1日  | 海部郡南陽町大字藤高の一部                     |
| 港区南陽町大字藤前   | 1955年（昭和30年）10月1日 | 海部郡南陽町大字藤前の全域                     |
| 港区藤前一丁目       | 1984年（昭和59年）2月11日 | 港区南陽町大字藤前・南陽町大字藤高新田の各一部 |
| 港区藤前四丁目       | 1984年（昭和59年）2月11日 | 港区南陽町大字藤前・南陽町大字藤高新田の各一部 |
| 港区藤前五丁目       | 1984年（昭和59年）2月11日 | 港区南陽町大字藤前・南陽町大字藤高新田の各一部 |
| 港区藤前二丁目       | 1984年（昭和59年）2月11日 | 港区南陽町大字藤前の一部                       |
| 港区藤前三丁目       | 1984年（昭和59年）2月11日 | 港区南陽町大字藤前の一部                       |

## 世帯数と人口
2019年（平成31年）3月1日現在の世帯数と人口は以下の通りである。
| 丁目               | 世帯数  | 人口  |
| ------------------ | ------- | ----- |
| 藤前一丁目・二丁目 | 70世帯  | 177人 |
| 藤前三丁目・四丁目 | 37世帯  | 114人 |
| 藤前五丁目         | 40世帯  | 63人  |
| 計                 | 147世帯 | 354人 |

### 人口
国勢調査による人口の推移
| 2000年（平成12年） | 515人 | [ WEB 6 ] |  |
| 2005年（平成17年） | 482人 | [ WEB 7 ] |  |
| 2010年（平成22年） | 371人 | [ WEB 8 ] |  |
| 2015年（平成27年） | 331人 | [ WEB 9 ] |  |

## 学区
市立小・中学校に通う場合、学校等は以下の通りとなる。また、公立高等学校に通う場合の学区は以下の通りとなる。
| 丁目       | 番・番地等 | 小学校               | 中学校                 | 高等学校 |
| ---------- | ---------- | -------------------- | ---------------------- | -------- |
| 藤前一丁目 | 全域       | 名古屋市立南陽小学校 | 名古屋市立南陽東中学校 | 尾張学区 |
| 藤前二丁目 | 全域       | 名古屋市立南陽小学校 | 名古屋市立南陽東中学校 | 尾張学区 |
| 藤前三丁目 | 全域       | 名古屋市立南陽小学校 | 名古屋市立南陽東中学校 | 尾張学区 |
| 藤前四丁目 | 全域       | 名古屋市立南陽小学校 | 名古屋市立南陽東中学校 | 尾張学区 |
| 藤前五丁目 | 全域       | 名古屋市立南陽小学校 | 名古屋市立南陽東中学校 | 尾張学区 |

## 交通
- 国道23号（名四国道）[1]
- 名古屋市道茶屋線[1]
- 名古屋市道万場藤前線[1]

## 施設
- 藤前流通業務団地[1]

名古屋市施行による藤前流通業務団地は、1972年（昭和47年）度から1985年（昭和60年）度にかけて造成が行われた。藤前二丁目・三丁目・四丁目・五丁目にかかる約54.9ヘクタールをその範囲としている。団地内は約半分を公園などの公共用地とし、半分を運輸・倉庫・卸売の用地として民間に分譲された。公園は西に藤前公園（1.4ヘクタール）、東に日光川公園を整備した。地内はかつて農地として使用されていたものが、伊勢湾台風による被害や地下水の汲み上げによる地盤沈下を経て、農業不適地となったとされる。用地は名古屋市開発公社により買収され、地盤沈下と当時問題となっていたごみ処理を兼ねて、そのかさ上げを家庭ごみの埋立により解決することとなった。1968年（昭和43年）4月2日から藤前処分場としてごみの受け入れを開始し、1971年（昭和46年）3月末まで埋立を行った。当初予定より持ち込まれるごみの量が多く、ごみ処理については藤前北部処分場に引き継がれた。造成に際しては調査の結果、サーチャージ式および動圧密工法による地盤改良を行うこととなった。
- 名古屋市環境局南陽工場[1]

名古屋市南部に位置し、同市ゴミ処理能力の半分を占める清掃工場である。1971年（昭和46年）3月に名古屋市開発公社が所有していた旧藤前処分場のうち、66000平方メートルの譲渡を受け、1977年（昭和52年）12月に完成した。1979年（昭和54年）3月には粗大ごみの破砕施設の併設をみている。現在の施設の稼働は1997年（平成9年）開始。
- 南陽プール[2]
- 日光川公園[1]
  - サンビーチ日光川
- 藤前公園[1]

藤前流通業務団地の造成に伴い、同団地の従業員向けの休憩場所、避難場所の機能を担うシンボルとしての公園として整備される。三角形の公園で、軟式野球場を備える。1984年（昭和59年）11月20日開園。
- 神明社[1]
- 藤前干潟
- 環境省ラムサール条約湿地藤前干潟・藤前活動センター

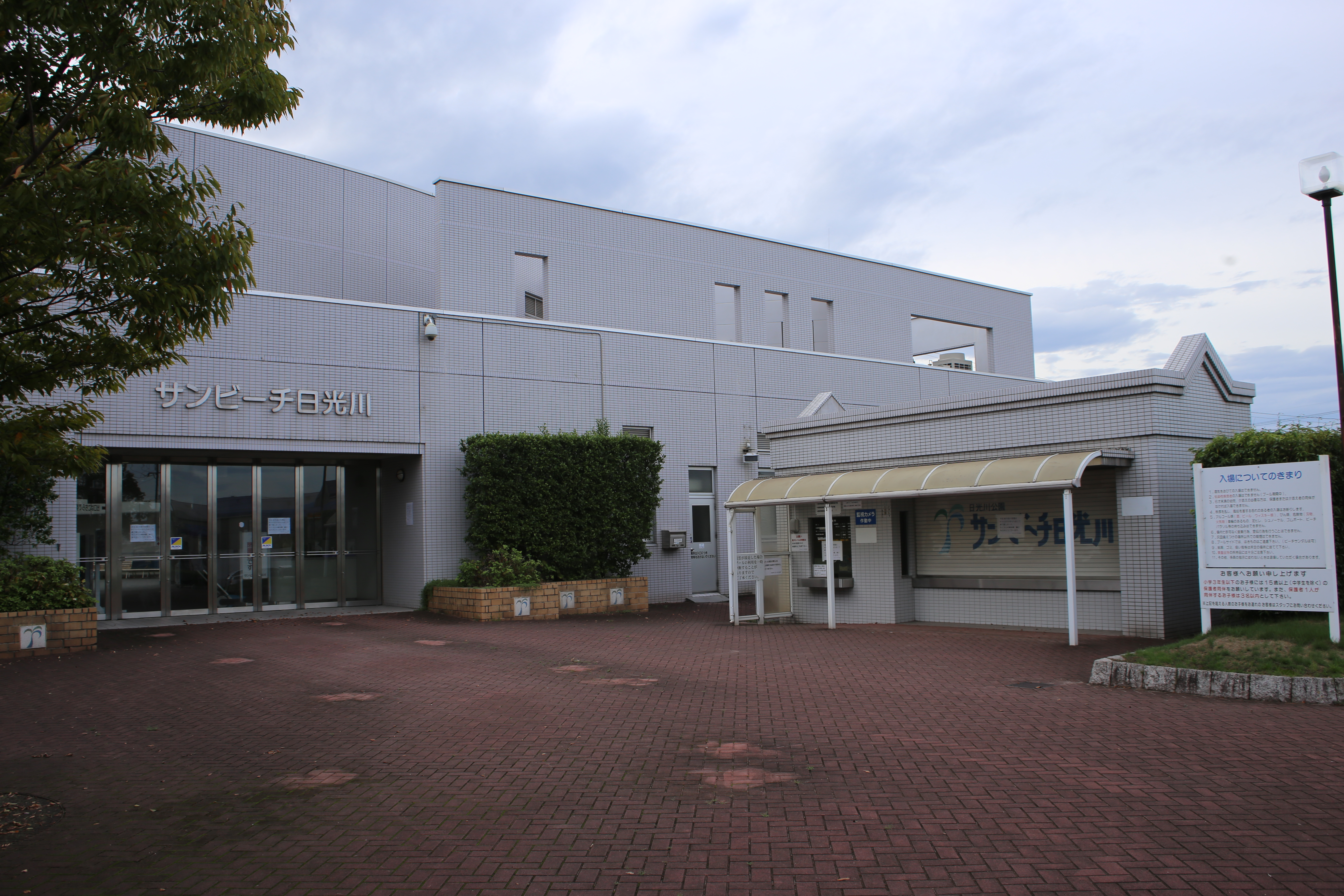
サンビーチ日光川
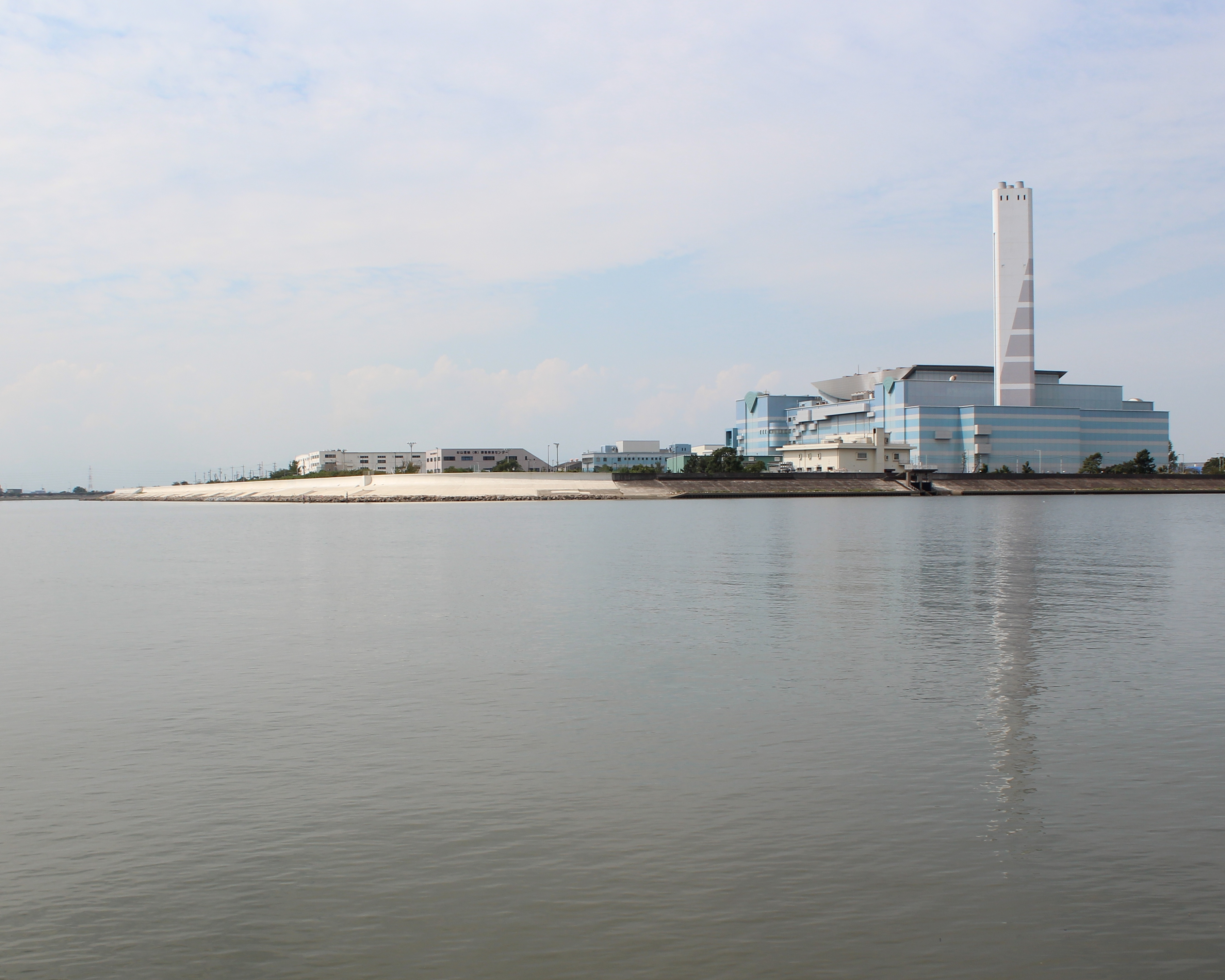
南陽工場
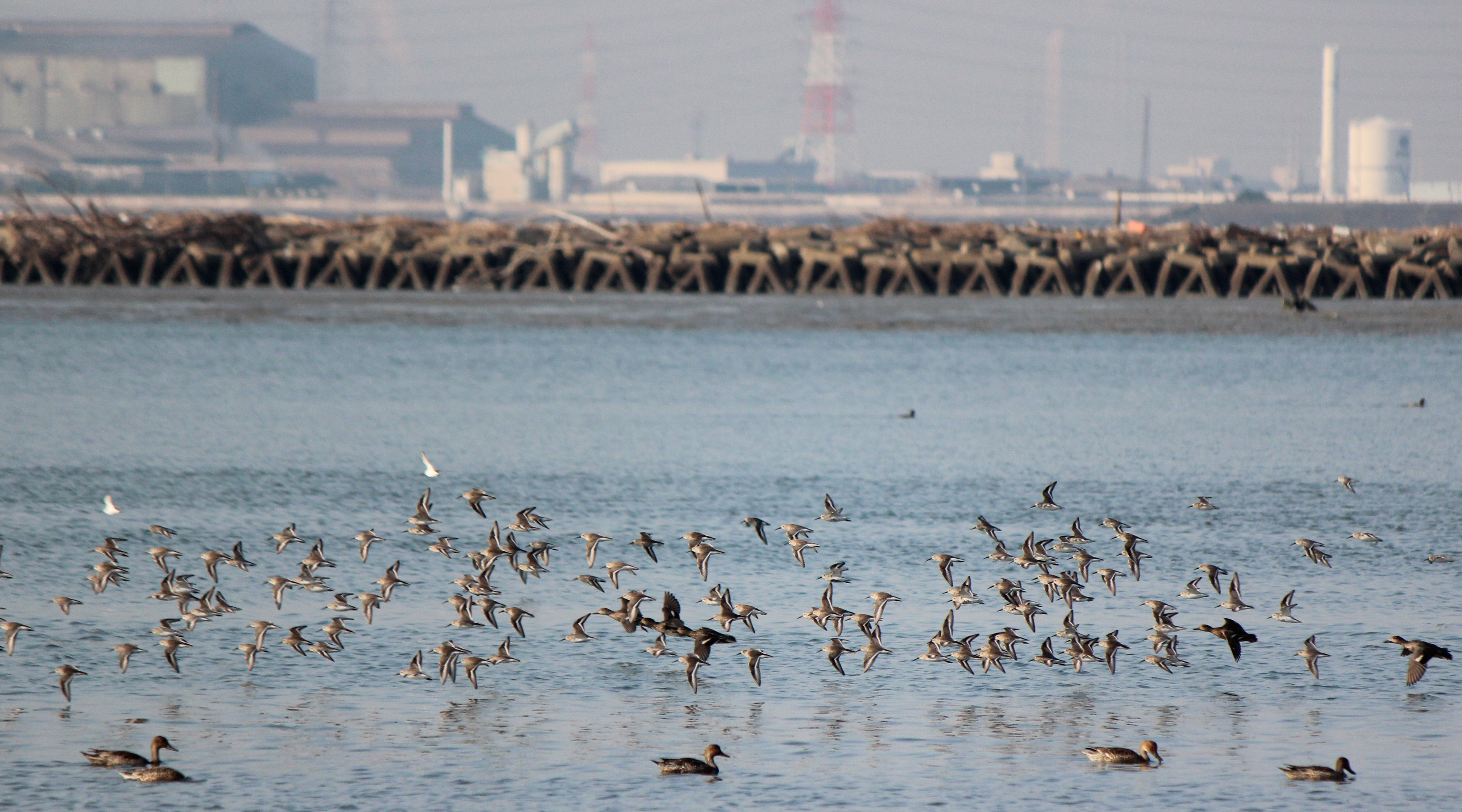
藤前干潟
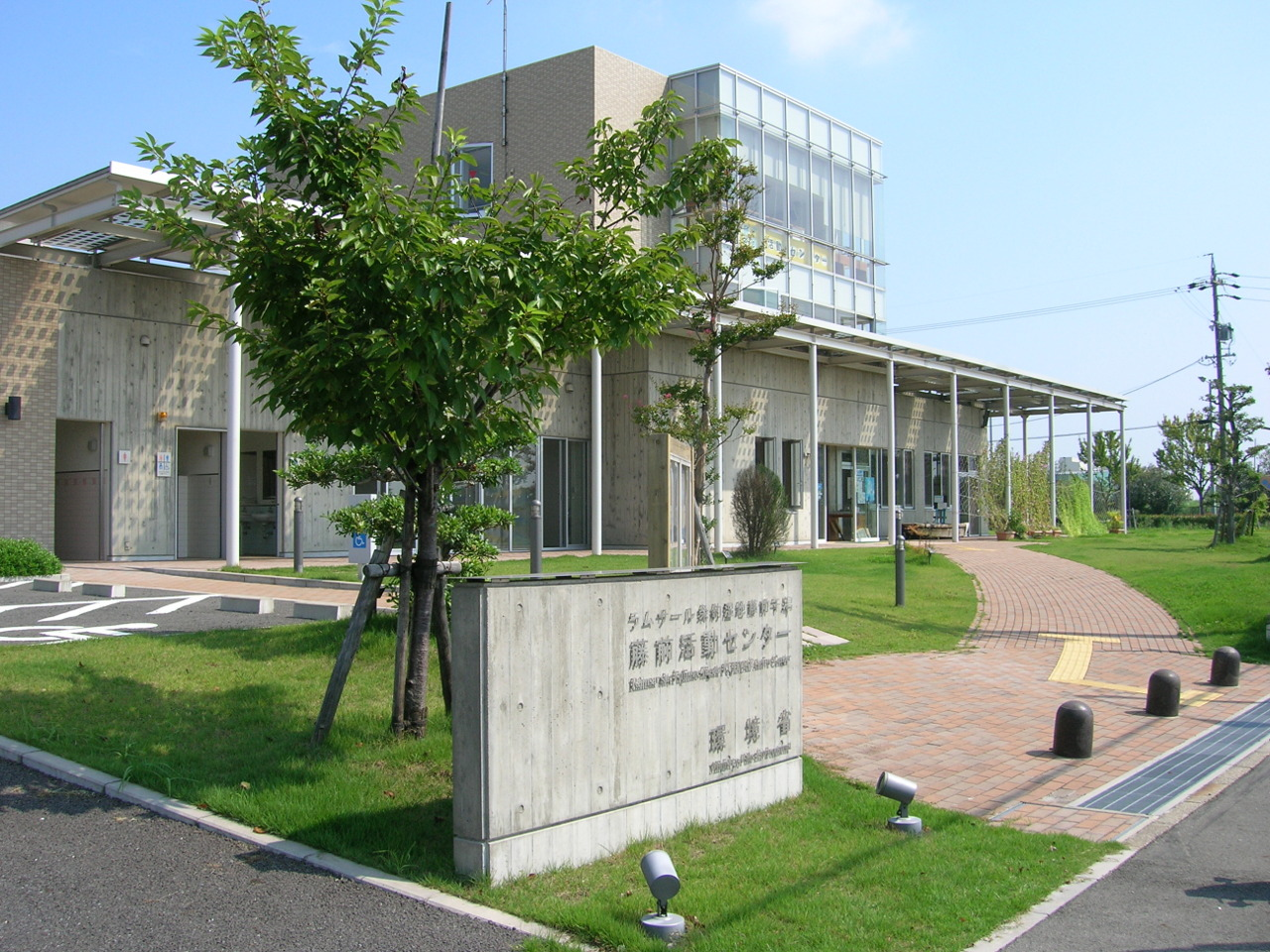
環境省ラムサール条約湿地藤前干潟・藤前活動センター

## その他

### 日本郵便
- 郵便番号 : 455-0855[WEB 3]（集配局：名古屋港郵便局[WEB 13]）。

### WEB
1. ↑  “愛知県名古屋市港区の町丁・字一覧”.   人口統計ラボ. 2017年10月7日閲覧。
2. 1 2  “町・丁目(大字)別、年齢(10歳階級)別公簿人口(全市・区別)”.   名古屋市 (2019年3月20日). 2019年3月21日閲覧。
3. 1 2  “郵便番号”.  日本郵便. 2019年3月17日閲覧。
4. ↑  “市外局番の一覧”.   総務省. 2019年1月6日閲覧。
5. 1 2  名古屋市役所市民経済局地域振興部住民課町名表示係 (2015年10月21日). “港区の町名一覧”.   名古屋市. 2020年11月15日閲覧。
6. ↑  名古屋市役所総務局企画部統計課統計係 (2005年7月1日). “（刊行物）名古屋の町(大字)・丁目別人口 (平成12年国勢調査) 港区” (XLS). 2017年10月8日閲覧。
7. ↑  名古屋市役所総務局企画部統計課統計係 (2007年6月29日). “平成17年国勢調査　名古屋の町(大字)別・年齢別人口 港区” (XLS). 2017年10月8日閲覧。
8. ↑  名古屋市役所総務局企画部統計課統計係 (2012年6月29日). “平成22年国勢調査　名古屋の町(大字)別・年齢別人口 港区” (XLS). 2017年10月8日閲覧。
9. ↑  名古屋市役所総務局企画部統計課統計係 (2017年7月7日). “平成27年国勢調査　名古屋の町(大字)別・年齢別人口” (XLS). 2017年10月8日閲覧。
10. ↑  “市立小・中学校の通学区域一覧”.   名古屋市 (2018年11月10日). 2019年1月14日閲覧。
11. ↑  “平成29年度以降の愛知県公立高等学校（全日制課程）入学者選抜における通学区域並びに群及びグループ分け案について”.   愛知県教育委員会 (2015年2月16日). 2019年1月14日閲覧。
12. 1 2  名古屋市役所環境局施設部工場課工場管理係 (2017年8月28日). “南陽工場”.   名古屋市. 2018年2月5日閲覧。
13. ↑  “郵便番号簿 2018年度版” (PDF).   日本郵便. 2019年4月14日閲覧。

### 書籍
1. 1 2 3 4 5 6 7 8 9 10  「角川日本地名大辞典」編纂委員会 1989, p. 1535.
2. 1 2 3 4 5 6 7  名古屋市計画局 1992, p. 540.
3. 1 2 3 4 5  名古屋市計画局 1992, p. 843.
4. ↑  名古屋市 2012, p. 57.
5. 1 2  名古屋市 1984, p. 9.
6. ↑  名古屋市 1984, p. 11.
7. ↑  名古屋市 1984, p. 10.
8. ↑  名古屋市計画局 1985, p. 22.
9. ↑  名古屋市環境事業局 1982, p. 219.
10. 1 2 3 4  名古屋市環境事業局 1982, p. 221.
11. ↑  名古屋市計画局 1985, p. 117.
12. 1 2  名古屋市計画局 1986, p. 115.
13. ↑  名古屋市 2012, p. 55.